# 陆军暂编第十镇
陆军暂编第十镇，中國清朝末年军队现代化改革之后的新军编制之一，相当于现在的师的规模。中華民國成立後更名為陸軍第十四師，二次革命後遭到北京國民政府減編為陸軍第二十七混成旅。

## 背景
在清末新軍計畫啟動後，計畫在全國編練三十六鎮新軍，福建省所進行的新軍整建計畫第一階段為建立一師新軍部隊，也就是陸軍暫編第十鎮。
光緒三十一年（1905）11月，陸軍暫編第十鎮成鎮。光緒三十二年（1906），福寧鎮總兵官同時也是福建武備學堂創辦人孫道仁被清廷任命為陸軍暫編第十鎮統制，成為福建新軍部隊的編練者兼指揮官，駐地福建省福州、福宁（今宁德市境内）、延平等地。陸軍暫編第十鎮的部隊主體是由福建常備軍左右鎮移編，軍官455員、士兵6,788人。
按建軍計畫，暫編第十鎮應比照其它新軍建立兩協四標，滿編逾萬的正規部隊。但至辛亥革命前夕，暫編第十鎮的整軍計畫並未完成，其下轄的第十九協統領（旅長）王麒，第二十協統領（旅長）則是由許崇智出任。兩協下轄部隊為三十七、三十八、三十九、四十標，三十七、三十八標是在光緒三十一年（1905）9月成軍，三十九、四十標則是在光緒三十三年（1907）1月成軍。該鎮另編有騎兵第十團。
武昌起義後，各省革命黨開始運作進行行省獨立。福建省的狀況則是湖南起义都督谭延闿致信勸說統制孫道仁響應革命，同時有革命黨身分之部屬，包括第二十协统领许崇智、四十标统带林肇民、炮兵营管带萧奇斌劝说，孫道仁加入同盟會，发动福州起义，宣布福建独立。
福建獨立後，暫編第十鎮先是改名为闽军第一镇。中華民國成立後，元年（1912）8月更名为陆军第十四师，表示其仍然具有中央軍之身分，師長仍為孫道仁，代師長許崇智，下轄第二十七旅（旅長蔣國斌），旅下屬53、54團、二十八旅（旅長孫寶榕），旅下屬55、56團、2炮兵營、1工兵營、騎兵連、錙重連。編制有官581人，兵7,336人，匠夫943人。各團所轄之步兵營原編制為3營，但均缺第2營，因此主力部隊缺少了4個步兵營編裝，實際編制仍無法滿足一個標準新軍師。
許崇智在二次革命時響應國民黨，在民國二年（1913）7月25日遭北京政府革職，孫道仁後任命杜持接任許崇智的師長職務。之後李厚基率領的陸軍第四師第七旅進入福建省，控制第十四師。同年年末，第十四師撤銷番號，官兵則被縮编为陆军第二十七混成旅，旅長初由李厚基兼任，後由王麒接任。